# Air South
Air South (zuvor Nationwide Airlines Southeast) war eine US-amerikanische Regional- und Pendlerfluggesellschaft mit Sitz auf St. Simons Island und Basis auf dem Flughafen von Atlanta.

## Geschichte
Air South wurde im August 1967 von David Starr, Jr. unter dem Namen Nationwide Airlines Southeast gegründet. Starr hatte sich in seiner Rolle als Geschäftsmann bereits zuvor in die Forstwirtschaft, Autovermietung und Immobilienentwicklung eingebracht. Die Fluggesellschaft nahm ihren Betrieb mit Maschinen des Typs Beechcraft Model 65 mit Verbindungen im Umkreis von Atlanta auf, wobei Starr das Unternehmen nach nur knapp einem Jahr wieder verließ. Auf seine Person folgte F. E. „Pete“ Howe und mit diesem umfassende Restrukturierungsmaßnahmen: Nicht nur tauschte Howe die Beechcraft Model 65 gegen preiswert erworbene Model 99 aus, er fokussierte auch die Verbindungen der Gesellschaft auf Ferieninseln und Küstenziele entlang von Georgia und South Carolina. Überdies änderte er den Namen der Fluggesellschaft in Air South.
Da das Interstate-Highway-System zu diesem Zeitpunkt noch nicht vollendet war und die Fahrten aus den südlichen Bereichen Georgias bzw. South Carolinas nach Atlanta über Nebenstraßen oft einen ganzen Tag in Anspruch nahmen, hatte das Unternehmen auf den Strecken von Atlanta nach St. Simons Island und Hilton Head Island lukrative und sichere Einnahmequellen gefunden, die es ihr in der Folgezeit erlaubten, mit den geflogenen Strecken zu experimentieren. Nach und nach wurden die zuvor genannten Verbindungen um Zwischenlandungen in kleineren Städten Georgias erweitert.
Als die Eigner der Air South im Juli 1971 ihren Wunsch äußerten, mit Martin 4-0-4 größeres Fluggerät einsetzen zu wollen, verließ Howe das Unternehmen im Streit mit der Begründung, er „wolle sich nicht sein eigenes Grab schaufeln.“ Zwei Jahre später, 1973, wurde die Flotte der Air South, die sich zu diesem Zeitpunkt aus Beechcraft Model 99 zusammensetzte, im Rahmen eines sechsmonatigen Probezeitraums vorerst um eine Grumman Gulfstream I ergänzt. Die Maschine brachte mit ihrer Druckkabine, den sanitären Einrichtungen und dem nun möglichen Bordservice für die Passagiere einer Regional- und Pendlerfluggesellschaft umfassende Neuerungen und wurde in der Folgezeit auf der Verbindung Atlanta – St. Simons eingesetzt. Gleichzeitig sah sich Air South mit dem Einsatz dieses Flugzeugs jedoch auch stark gestiegenen Kosten ausgesetzt, nicht zuletzt, weil die Maschine für die kurzen Verbindungen leistungstechnisch überdimensioniert war – in Relation zur Größe der Dash 7 gesetzt übertraf sie diese sogar noch – und so nicht wirtschaftlich betrieben werden konnte. Sechs Monate nach ihrer Einführung wurde die Gulfstream I daraufhin ausgemustert und an Grumman zurückgegeben, die einen Verkauf auf dem Markt für Geschäftsreiseflugzeuge anstrebte. Allerdings verfolgte Air South das Projekt der Flottenerweiterung weiter und ergänzte die eigenen Maschinen nach Erhalt einer Civil-Aeronautics-Board-Ausnahmegenehmigung im November 1973 um eine Fairchild F-27, die man von Allegheny Airlines – der späteren US Airways – übernommen hatte. Bis Mitte 1974 zählte man drei Maschinen dieses Typs, die für die damalige Zeit über ähnliche Annehmlichkeiten wie die Gulfstream I verfügten. Air South zeigte sich mit den F-27 zufrieden und musterte bis Anfang 1975 die verbleibenden Beech 99 aus.
Aus der Einführung der Fairchild F-27 ergaben sich auf Dauer jedoch neuerliche finanzielle Schwierigkeiten: Nebst der Einführung der Maschinen selbst, die entsprechende finanzielle Anforderungen an Air South gestellt hatte, gestaltete es sich schwierig, die mit ihren 40 Sitzen im Vergleich zu den Beech 99 deutlich größeren F-27 in der Wintersaison auszulasten. Im selben Jahr wurde Air South durch die in Sarasota ansässige Florida Airlines übernommen, die nach Übernahme ebenfalls die in Orlando ansässige Shawnee Airlines zum eigenen Portfolio zählte. Florida Air Lines betrieb zum Zeitpunkt der Übernahme gut ausgelastete Maschinen des Typs Douglas DC-3, haderte jedoch im Gegensatz zur Air South mit der Auslastung in den Sommermonaten. Die drei Fluggesellschaften bildeten in der Folgezeit die The-Connection-Allianz, wobei Air South den eigenen Markenauftritt nach Übernahme durch Florida Airlines beibehielt. Abermals kam es zu umfassenden Restrukturierungsmaßnahmen: Bis auf die Strecken von Atlanta nach St. Simons und Hilton Head Island stellte Air South alle anderen Flugverbindungen ein und musterte die Fairchild F-27 im April 1975 aus. Als Ersatz verwendete man von Florida Airlines stammende DC-3, die im Hinblick auf Annehmlichkeiten und Komfortfunktionen an Bord einen Rückschritt darstellten, waren die Maschinen doch langsamer und verfügten trotz des Südstaatensommerwetters weder über Druckkabine noch Klimaanlage. Nicht selten wurden die Maschinen kurzfristig unter den drei Gesellschaften transferiert, sodass der Außenauftritt nicht zum eigentlichen Betreiber passte.

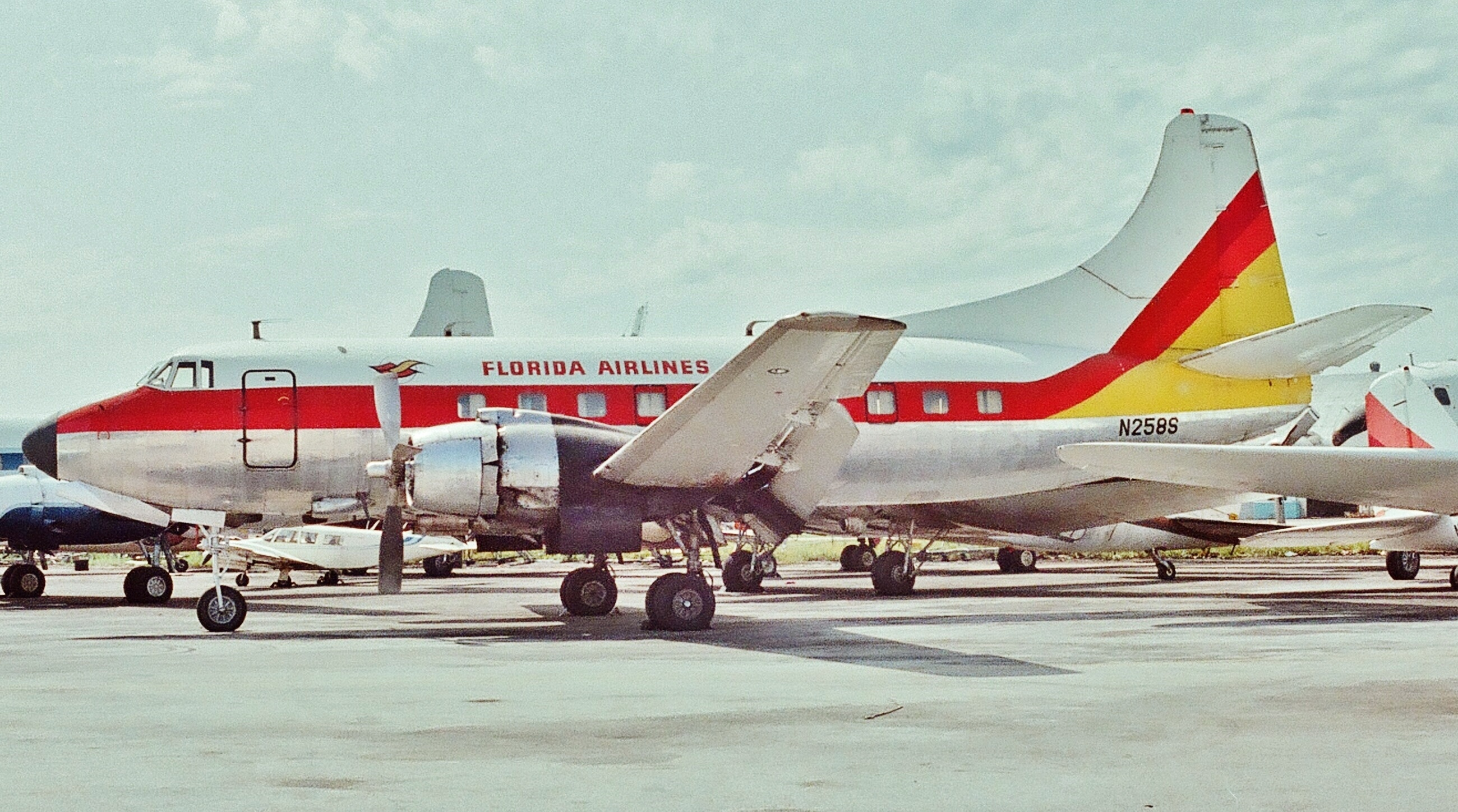
Martin 4-0-4 der Florida Airlines auf dem Flughafen Miami, Oktober 1982

Nach der Betriebseinstellung der Shawnee Airlines im Jahre 1977 verblieben nur noch Florida Airlines und Air South; erstere konzentrierte sich wie auch ihrem Namen nach auf Florida, während Air South abseits davon weiter in Georgia und South Carolina operierte. Air South setzte beginnend mit diesem Jahr auch Maschinen des Typs Martin 4-0-4 ein, die bereits 1971 schon einmal zur Sprache gekommen waren – hauptsächlich auf der Verbindung nach St. Simons Island und zeitweise auf der nach Hilton Head Island. Letztere ließ sich mit der Martin 4-0-4 allerdings nicht wirtschaftlich betreiben, worauf Air South die Verbindung einstellte und außerdem alle Douglas DC-3 ausmusterte.
Die eingeleitete Deregulierung des US-amerikanischen Luftverkehrsmarktes und der Abbau des Mitspracherechts des Civil Aeronautics Board sorgten dafür, dass ein Teil der größeren Fluggesellschaften die kleineren Flughäfen verließ, da diese mit Strahlflugzeugen nur unwirtschaftlich bedient werden konnten; in Georgia betraf das beispielsweise die Städte Macon und Columbus, aus denen sich Eastern Air Lines zurückzog. Air South übernahm die Verbindungen – sah sich nichtsdestoweniger aber der Konkurrenz von Delta Air Lines ausgesetzt, die diese Strecken weiterhin mit Douglas DC-9 bediente. Überdies stieg auch die neugegründete Atlantic Southeast Airlines auf den benannten Routen in den Luftverkehr ein. Ihre de Havilland Canada DHC-6 Twin Otter erwiesen sich im Vergleich zur Martin 4-0-4 der Air South als deutlich flexibler und gestatteten eine dichtere Frequenz. Ebenso erschwerten der vorangeschrittene Ausbau des Interstate-Highway-Systems, steigende Treibstoffpreise und die stark zunehmende Auslastung des Flughafens in Atlanta die Rahmenbedingungen. Preis- und die für eine Pendler- und Regionalfluggesellschaft so wichtigen Zeitvorteile waren nicht länger gegeben. Ähnlich erging es der Muttergesellschaft Florida Airlines, die schließlich im Januar 1980 Gläubigerschutz nach Chapter 11 beantragte und den Flugbetrieb einstellte. Air South wurde an Ocean Airways verkauft, stellte jedoch nach nur wenigen Monaten den Betrieb ebenfalls selber ein. Die Betriebseinstellung der Air South markierte für einige Städte in Georgia gleichzeitig auch das Ende der einzigen, in ihrer Geschichte je dagewesenen kommerziellen Linienanbindung.

## Flugziele
Das Unternehmen betrieb zeit seines Bestehens Passagier-, Fracht- und Postflüge in Georgia und den angrenzenden Bundesstaaten. Neben St. Simons Island, Birmingham, Nashville, Atlanta und vielen kleineren Flughäfen in Georgia bediente man im Pendler- und Zubringerverkehr so zum Beispiel auch Hilton Head Island und Greenville in South Carolina.

## Flotte
Die Flotte der Air South setzte sich über den Zeitraum des Bestehens aus den nachstehenden Flugzeugen zusammen:
| Flugzeugtyp          | Anzahl | Luftfahrzeugkennzeichen Werknummer | Anmerkungen                       |
| -------------------- | ------ | ---------------------------------- | --------------------------------- |
| Beechcraft Model 99  | 6      | N844NS U-16                        | durch Absturz 1969 zerstört       |
| Beechcraft Model 99  | 6      | N845NS U-17                        |                                   |
| Beechcraft Model 99  | 6      | N846NS U-49                        |                                   |
| Beechcraft Model 99  | 6      | N847NS U-52                        |                                   |
| Beechcraft Model 99  | 6      | N848NS U-77                        | durch Brand 1974 zerstört         |
| Beechcraft Model 99  | 6      | N849NS U-6                         |                                   |
| Fairchild F-27       | 3      | N2704J 115                         | von Allegheny Airlines übernommen |
| Fairchild F-27       | 3      | N2705J 116                         | von Allegheny Airlines übernommen |
| Fairchild F-27       | 3      | N2706J 117                         | von Allegheny Airlines übernommen |
| Grumman Gulfstream I | 1      | ?                                  | Testbetrieb für sechs Monate      |

Zusätzlich zu den hier tabellarisch aufgeführten Maschinen setzte Air South insbesondere in den letzten Jahren ihres Betriebs Flugzeuge der Typen Douglas DC-3 und Martin 4-0-4 ein, die sie sich kurzfristig mit ihrer Muttergesellschaft Florida Airlines teilte und temporär mit entsprechenden Aufklebern versah.

## Zwischenfälle
- Am 6. Juli 1969 stürzte auf dem Air-South-Flug 168 eine Beechcraft Model 99 (Luftfahrzeugkennzeichen N844NS) zehn Kilometer nordwestlich von Monroe (Georgia) ab. Rund elf Minuten nachdem die Maschine ihre Reiseflughöhe von 7.000 ft erreicht hatte, begann die Höhenrudertrimmung damit, das Höhenruder bis zum Anschlag (Full-Nose-Down-Position) zu vertrimmen. Die Kraft beider Piloten reichte trotz der sechs Sekunden später eingeleiteten Abhilfemaßnahmen nicht aus, um die extrem vertrimmte Stellung des Höhenruders mit dem Steuerhorn zu überwinden und die Maschine abzufangen. Infolgedessen ging das Flugzeug in einen Sturzflug über; die daraus resultierende hohe Geschwindigkeit führte dazu, dass beide Tragflächen ihre Belastungsgrenzen überschritten und einige hundert Fuß über Grund abbrachen, bevor das Flugzeug schließlich nahezu senkrecht in den Boden einschlug. Das NTSB konnte die Ursache für das Fehlverhalten der Trimmung nicht ermitteln, schrieb der Konstruktion des gesamten Steuersystems aber eine förderliche Rolle beim Entstehen des Kontrollverlusts zu. Bei diesem Zwischenfall wurden alle 12 Passagiere und die beiden Besatzungsmitglieder getötet (siehe auch Air-South-Flug 168).[12][13]

- Am 31. März 1974 fing eine Beechcraft Model 99 (Kennzeichen N848NS) während des Rollens auf dem Malcolm-McKinnon-Flughafen von Brunswick (Georgia) aus ungeklärter Ursache Feuer. Die zweiköpfige Besatzung und ihre beiden Passagiere, die sich auf dem Weg nach Atlanta befanden, konnten die Maschine verlassen; die Beech hingegen wurde zerstört und musste abgeschrieben werden.[14]